# Centistes ludius
Centistes ludius är en stekelart som först beskrevs av Sergey A. Belokobylskij 1992.  Centistes ludius ingår i släktet Centistes och familjen bracksteklar. Inga underarter finns listade.